# La Ròca d'Esclapon
La Ròca Esclapon (en francès La Roque-Esclapon) és un municipi francès situat al departament del Var i a la regió de Provença – Alps – Costa Blava.

## Demografia
| 1962                                       | 1968 | 1975 | 1982 | 1990 | 1999 | 2006 |
| ------------------------------------------ | ---- | ---- | ---- | ---- | ---- | ---- |
| 100                                        | 112  | 122  | 136  | 150  | 192  | 231  |
| Des de 1962: població sense dobles comptes |      |      |      |      |      |      |

## Administració
| Període   | Identitat     | Partit |
| --------- | ------------- | ------ |
| 2001-2008 | Joël Rebuffel |        |
| 2008-     | Guy Guiaud    |        |